# Caspar Wegener
 Der er flere personer med dette navn, se Caspar Wegener (flertydig).
Caspar Frederik Johansen Wegener (født 16. december 1851 i Halsted, død 24. juni 1930 i Nykøbing Falster) var en dansk præst, der var biskop i Lolland-Falster Stift fra 1907–22.
Han blev Ridder af Dannebrogordenen 1905, Kommandør af 2. grad 1911, Dannebrogsmand 1915 og Kommandør af 1. grad 1923.
Han er begravet på Østre Kirkegård i Nykøbing Falster.